# Provanmill
Provanmill, auch Mile End oder Milltown genannt, war eine Whiskybrennerei in Glasgow, Schottland. Der erzeugte Brand war somit der Whiskyregion Lowlands zuzuordnen.

## Geschichte
Die Brennerei wurde angeblich 1815 nahe der Straße zwischen Glasgow und Stirling gegründet. Im Jahre 1858 ist der Betrieb unter dem Namen Mile End auf einer Landkarte verzeichnet. Im Jahre 1860 gelangte die Brennerei in die Hände von Moses Risk, der, beziehungsweise dessen Nachfahren, das Unternehmen bis zu seiner Schließung im Jahre 1922 führten. Die Gebäude wurden später restlos abgerissen. Auf dem Gelände ist nun eine Grundschule, die Littlehill Primary School zu finden. Wann die Brennerei exakt in Provanmill umbenannt wurde, ist nicht verzeichnet.
Als Alfred Barnard im Rahmen seiner bedeutenden Whiskyreise im Jahre 1885 die Brennerei besuchte, verfügte sie über eine jährliche Produktionskapazität von 130.000 Gallonen. Es standen drei Pot Stills zur Verfügung. Bei wie vielen es sich hierbei um Grob- (Wash Stills) beziehungsweise Feinbrandblasen (Spirit Stills) gehandelt hat und welche Kapazitäten sie besaßen, ist nicht überliefert.